# I Won't Break
I Won't Break è un singolo della cantante russa Julija Samojlova, pubblicato l'11 marzo 2018 su etichetta discografica Sony Music.
Scritto da Leonid Gutkin, Netta Nimrodi, Arie Burshtein, il 29 gennaio 2018 è stato confermato che Julija Samojlova è stata selezionata internamente dall'ente Channel One Russia come rappresentante russa per Eurovision Song Contest. Il brano è stato presentato tramite video musicale e ha rappresentato la Russia all'Eurovision Song Contest 2018, a Lisbona, in Portogallo.
Il brano ha gareggeriato nella seconda semifinale del 10 maggio 2018, competendo con altri 17 artisti per uno dei dieci posti nella finale del 12 maggio, fallendo tale obiettivo.

## Tracce
Download digitale
1. I Won't Break – 2:59

Download digitale – Remixes
1. I Won't Break (MeeKeeChoo Remix) – 3:18